# Pabianice
Pour les articles homonymes, voir Pabianice (homonymie).
Pabianice (prononcé en polonais : [pabʲaˈɲit͡sɛ]) est une ville, située dans le powiat de Pabianice, dans la voïvodie de Łódź, dans la partie centrale de la Pologne.
Sa superficie s'étend sur 32,98 kilomètres carrés (km²) avec une population de 65 828 habitants en 2014.

## Administration
De 1975 à 1998, la ville était attachée administrativement à l'ancienne voïvodie de Łódź.

Depuis 1999, elle fait partie de la nouvelle voïvodie de Łódź.
Elle constitue une gmina urbaine (commune urbaine) et le siège administratif (chef-lieu) du powiat de Pabianice et de la gmina rurale de Pabianice.

## Structure du terrain
D'après les données de 2009, la superficie de la ville de Pabianice est de 32,99 kilomètres carrés, répartis comme suit :
- terres agricoles : 53 %
- forêts : 9 %

La commune représente 6,70 % de la superficie du powiat.

## Citoyens d'honneur de la ville de Pabianice
- Janusz Alwasiak
- Aleksander Arkuszyński
- Bohdan Bejze
- Jan Berner
- Marian Borkowski
- Norbert Hans
- Jean-Paul II
- Janusz Jantoń
- Radosław Januszkiewicz
- Lucjan Jaroszka
- Jan Marian Kaczmarek
- Ryszard Kaczorowski
- Jerzy Kasperski
- Janusz Koziara
- Henryk Langierowicz
- Zygmunt Luboński
- Andrzej Moszura
- Ryszard Olszewski
- Milena Piotrowska
- Wojciech Stec
- Jan Szuba
- Jadwiga Wajs-Marcinkiewicz
- Zdzisław Wlazłowicz
- Zbigniew Gajzler

## Personnalités liées à la ville
- Bogumił Bereś (constructeur aéronautique)
- Henryk Debich (chef d'orchestre et compositeur polonais)
- Mieczysław Klimek (professeur et recteur)
- Zbigniew Libera (photographe et artiste)
- Sławomir Łuczyński (dessinateur, caricaturiste et illustrateur)
- Magdalena Majewska (journaliste, chroniqueur et présentateur de télévision)
- Tomasz Olejnik (musicien, membre du Proletaryat)
- Waldemar Podgórski (réalisateur et scénariste)
- Stanisław Staszewski (musicien, mieux connu sous le nom de Tata Kazik)
- Janusz Tomaszewski (politique)
- Paweł Janas (footballeur et entraîneur de football)
- Piotr Nowak (footballeur et entraîneur de football)

## Relations internationales

### Jumelages
La ville de Pabianice est jumelée avec :
- Rokiškis (Lituanie) depuis 1998
- Gusev (Russie) depuis 2002
- Plauen (Allemagne) depuis 2005
- Kerepes (Hongrie) depuis 2009

## Édifices notables

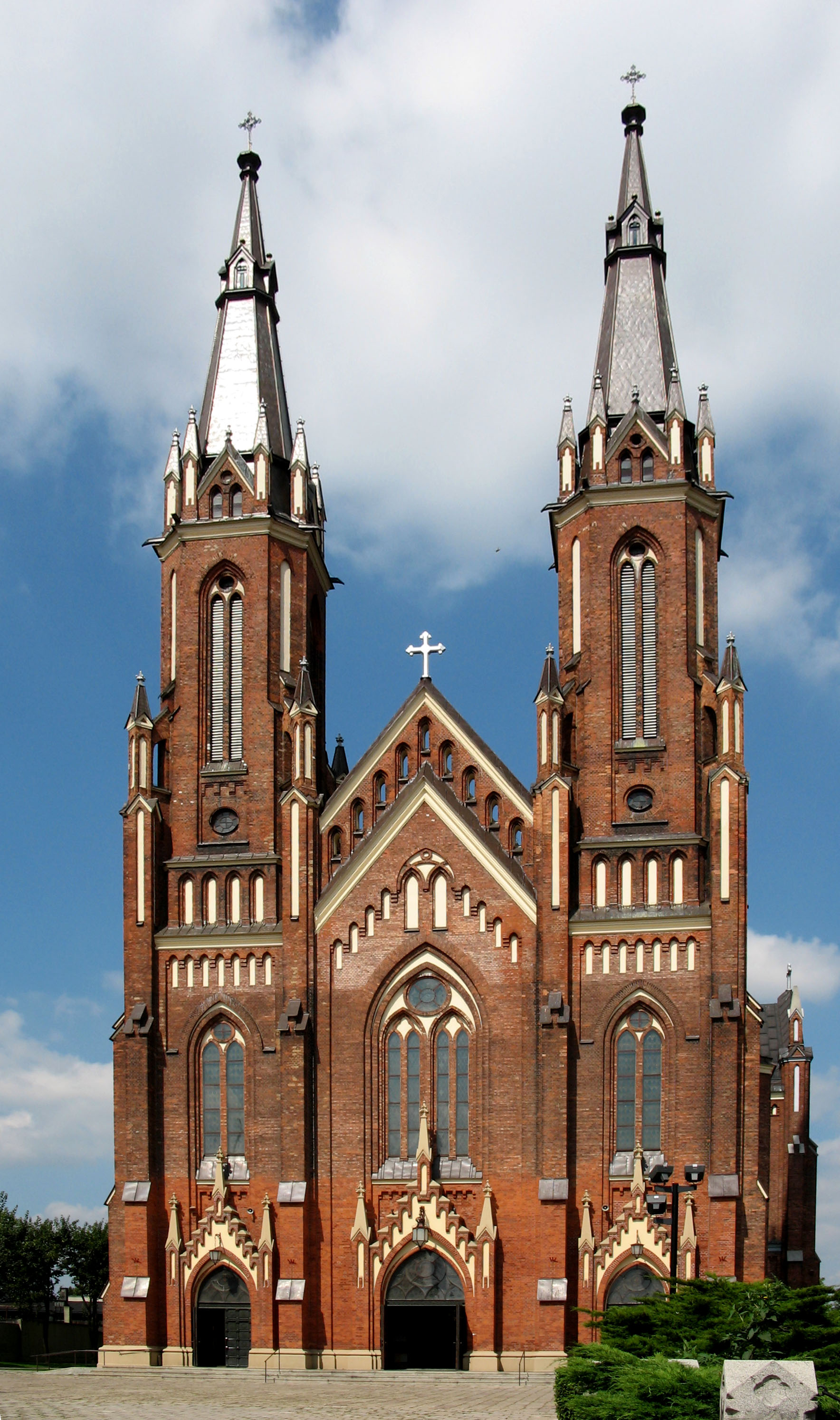
Église Sainte-Marie de Pabianice

L'un des monuments remarquables de la ville est l'église Sainte-Marie de Pabianice

## Galerie
Quelques vues de la ville

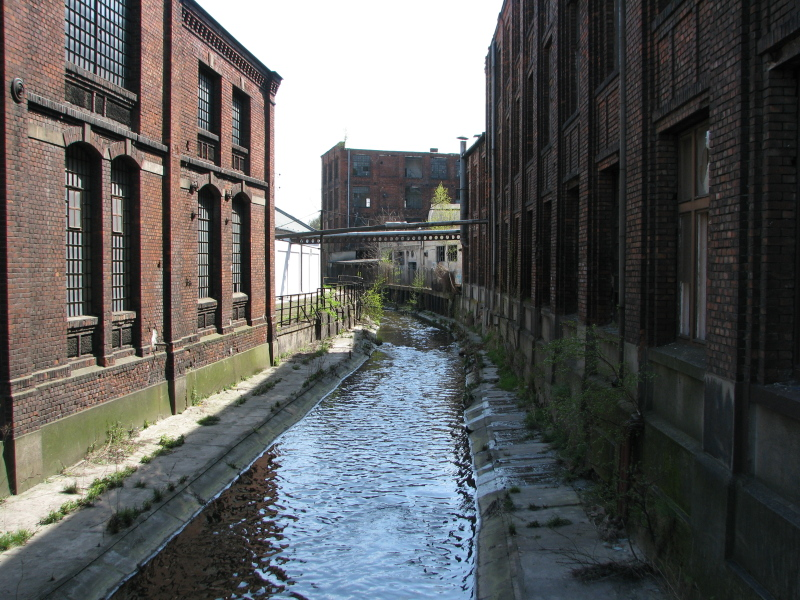
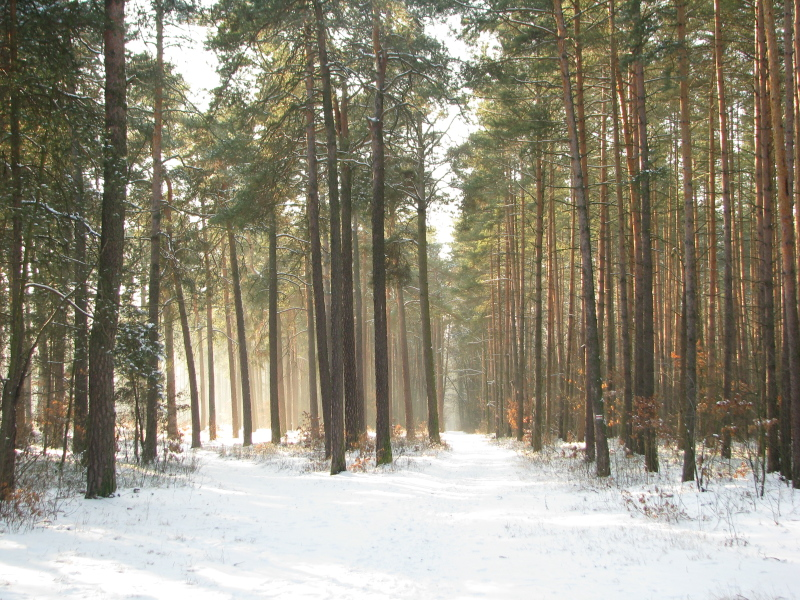
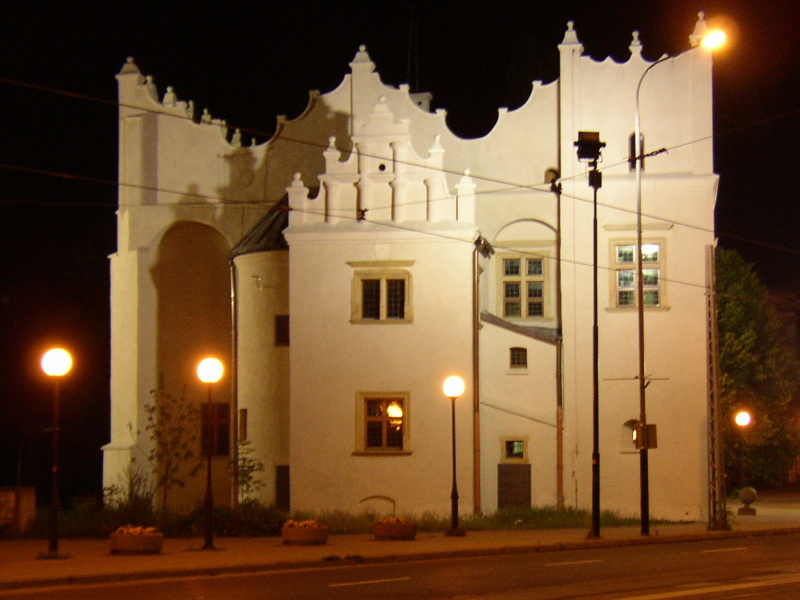
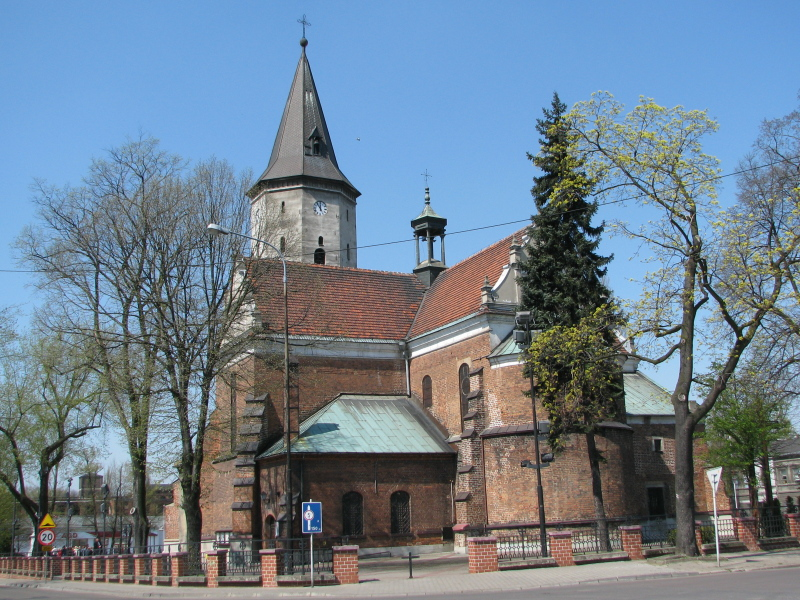
Église, Monument historique
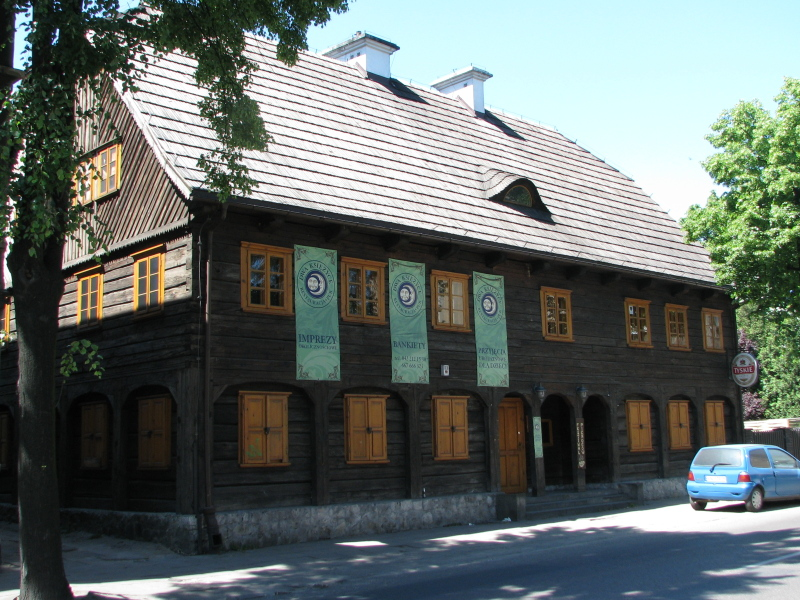
Monument historique
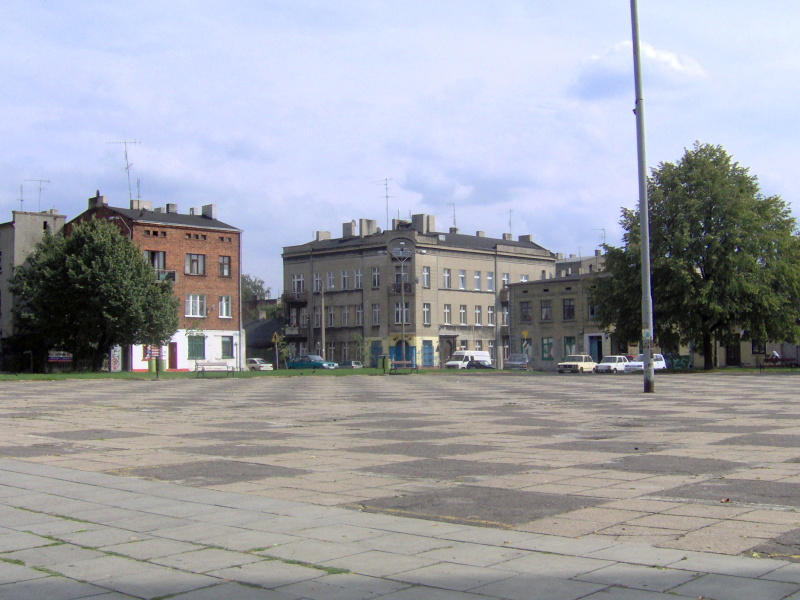
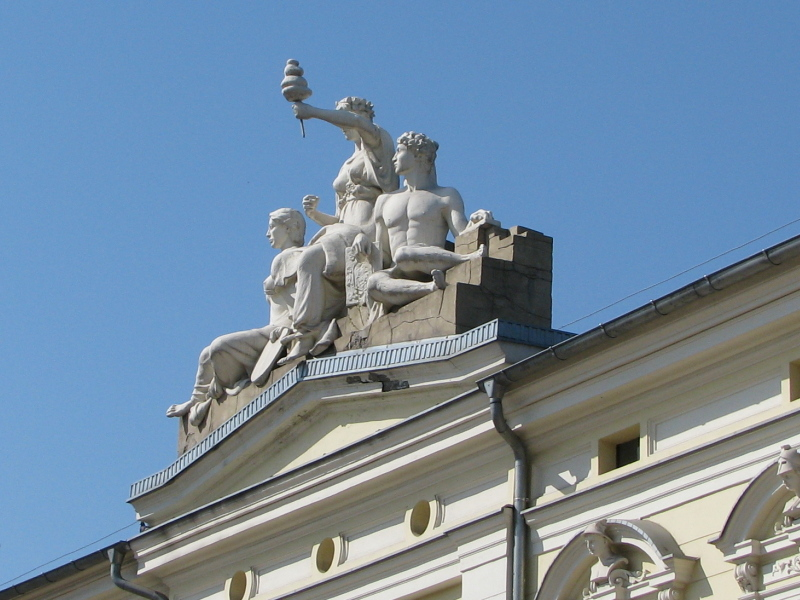
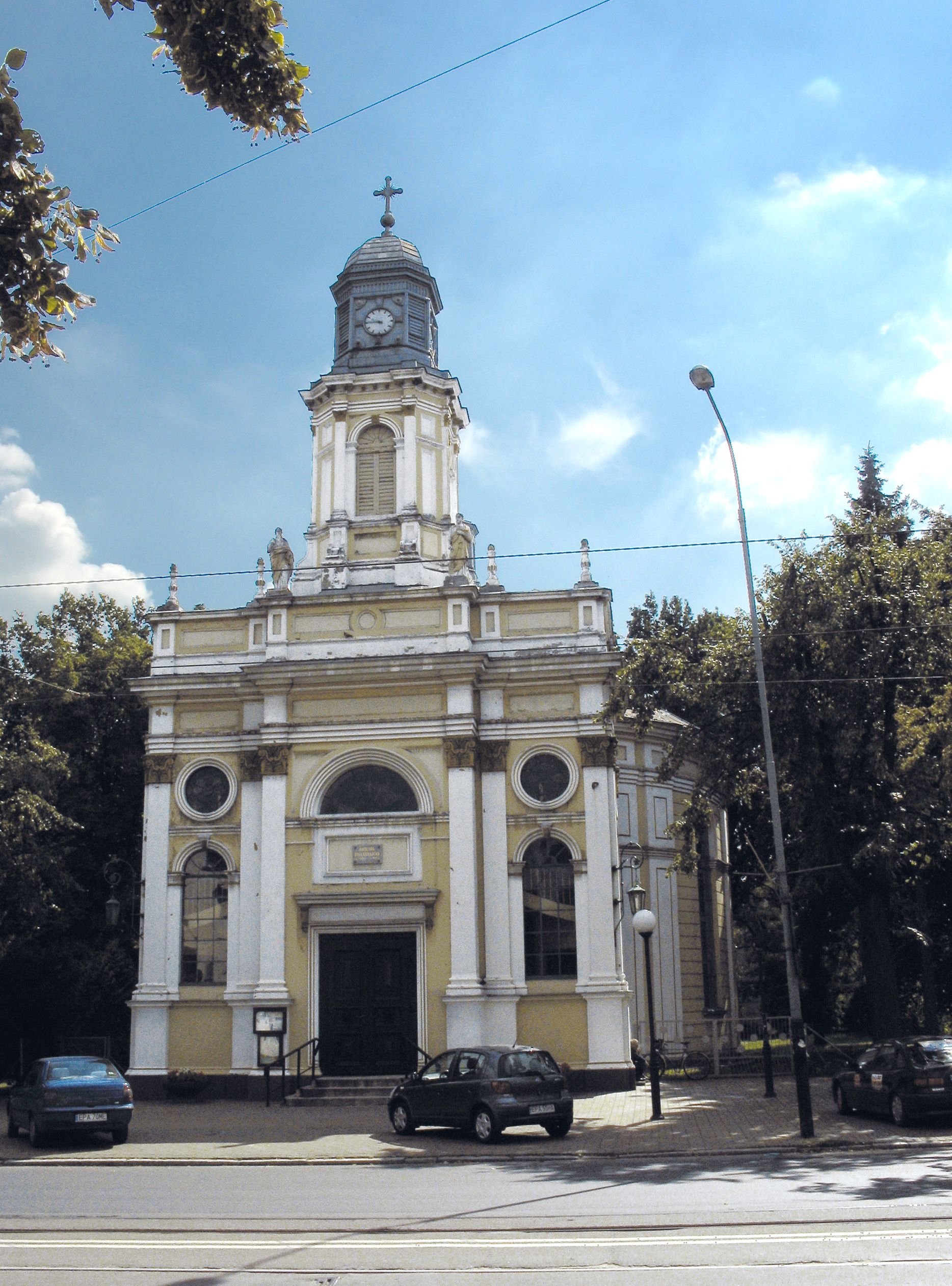
Église, Monument historique
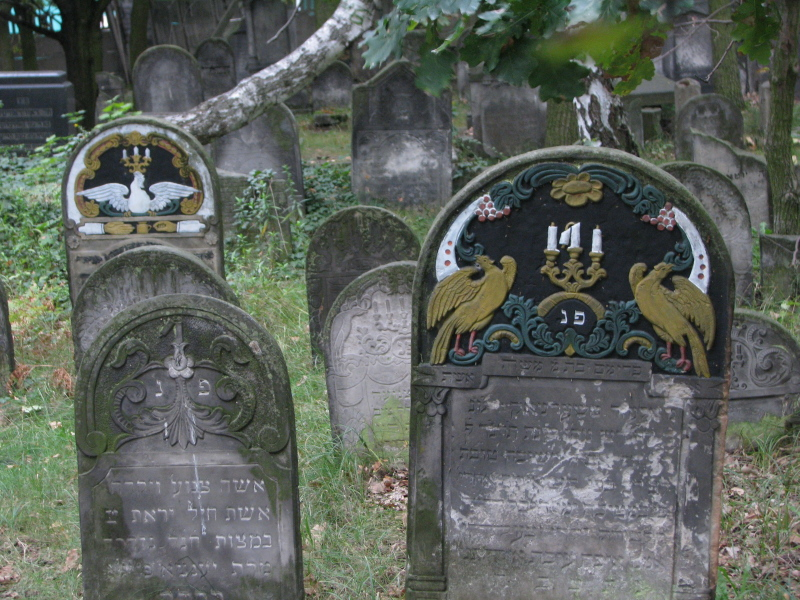
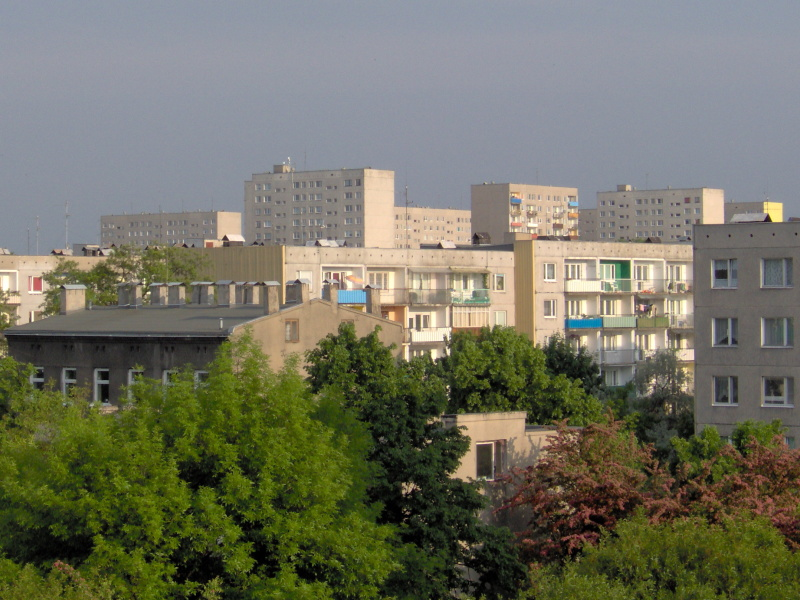
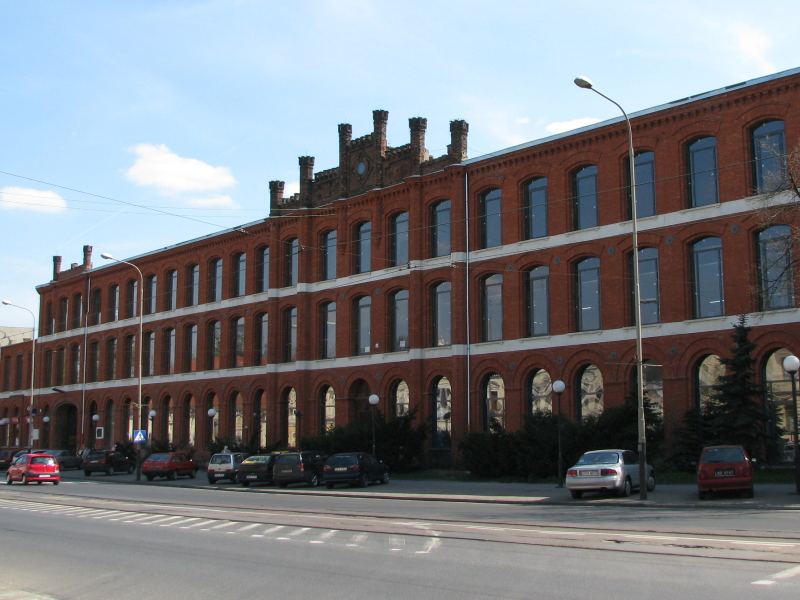
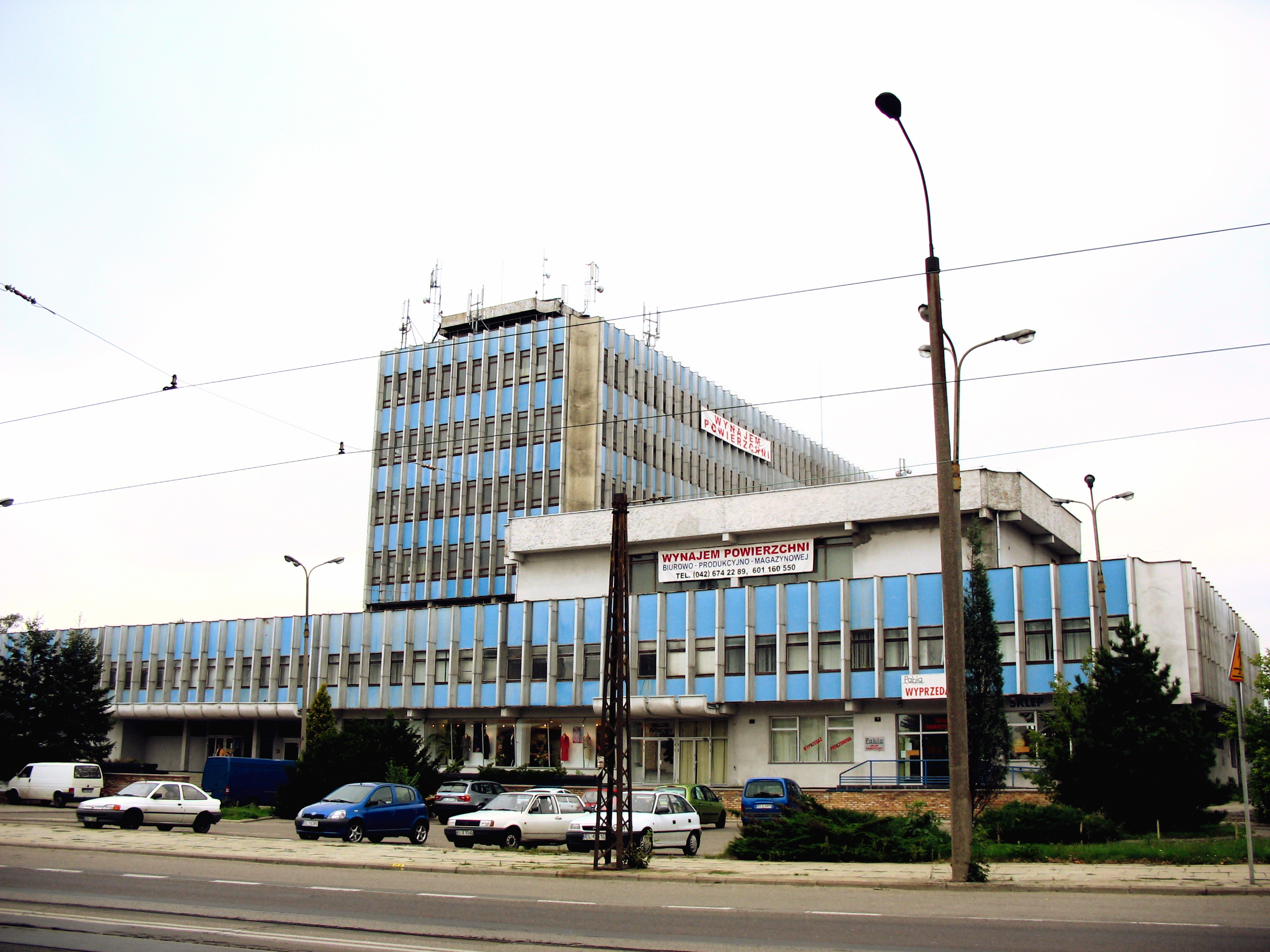
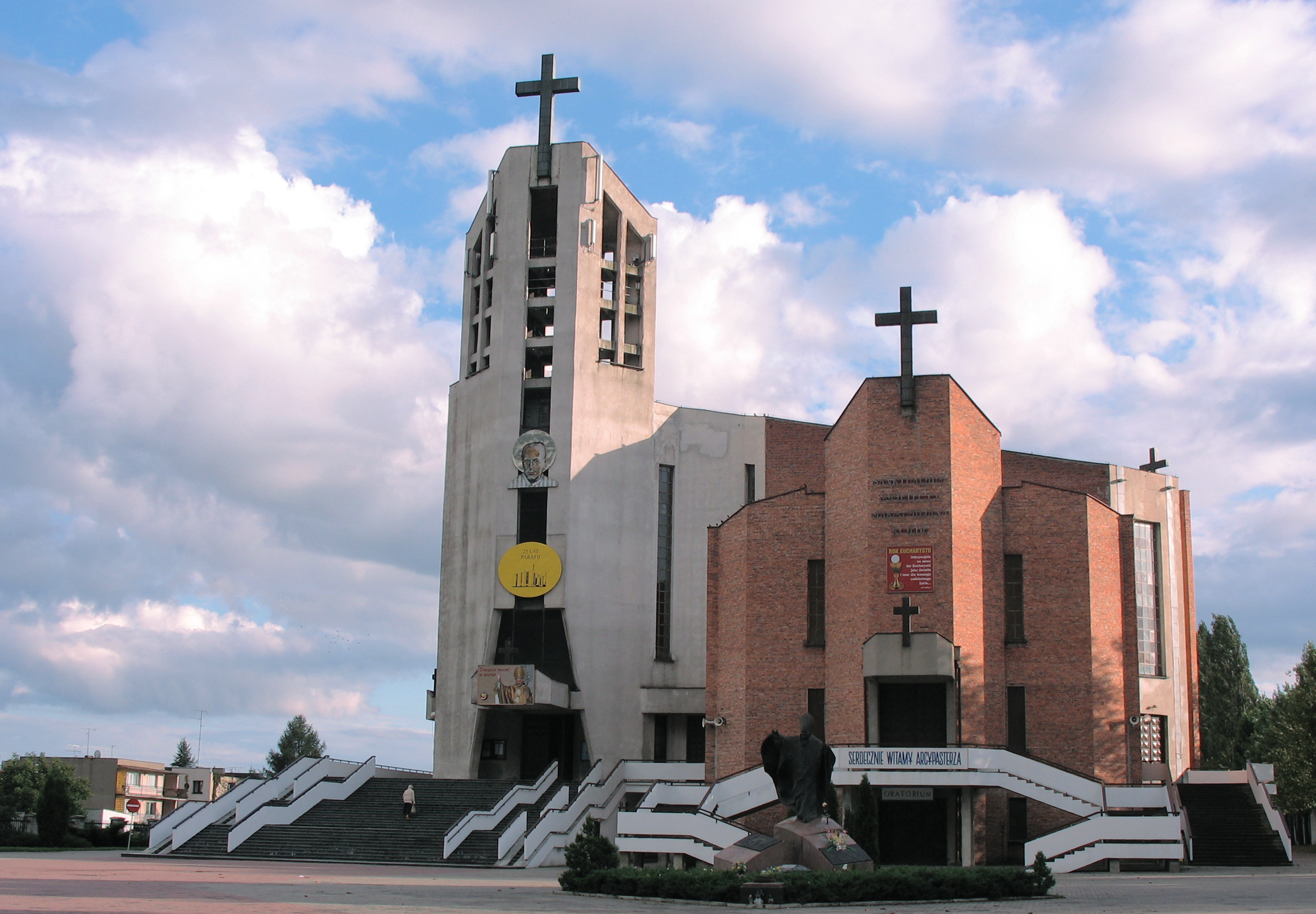
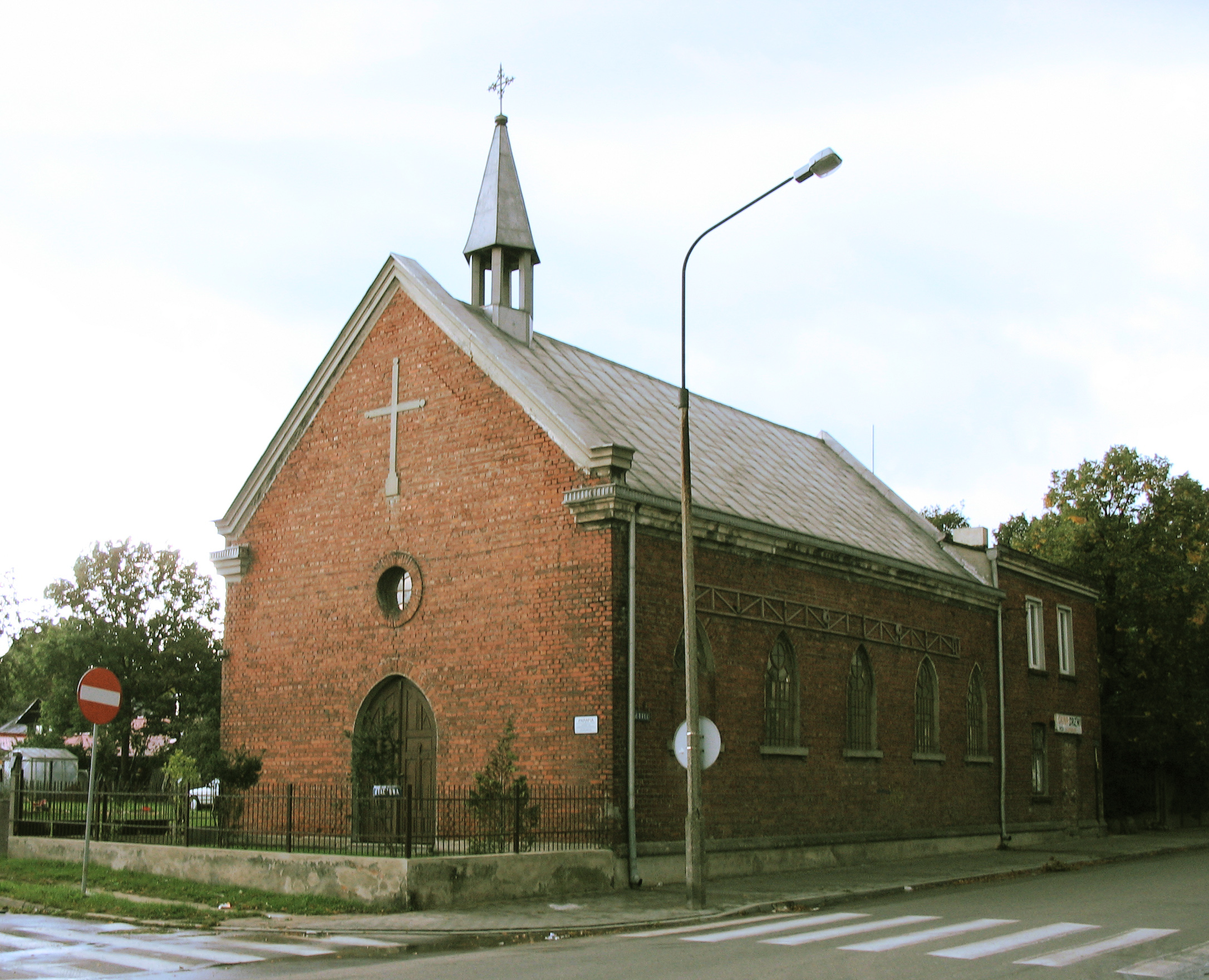
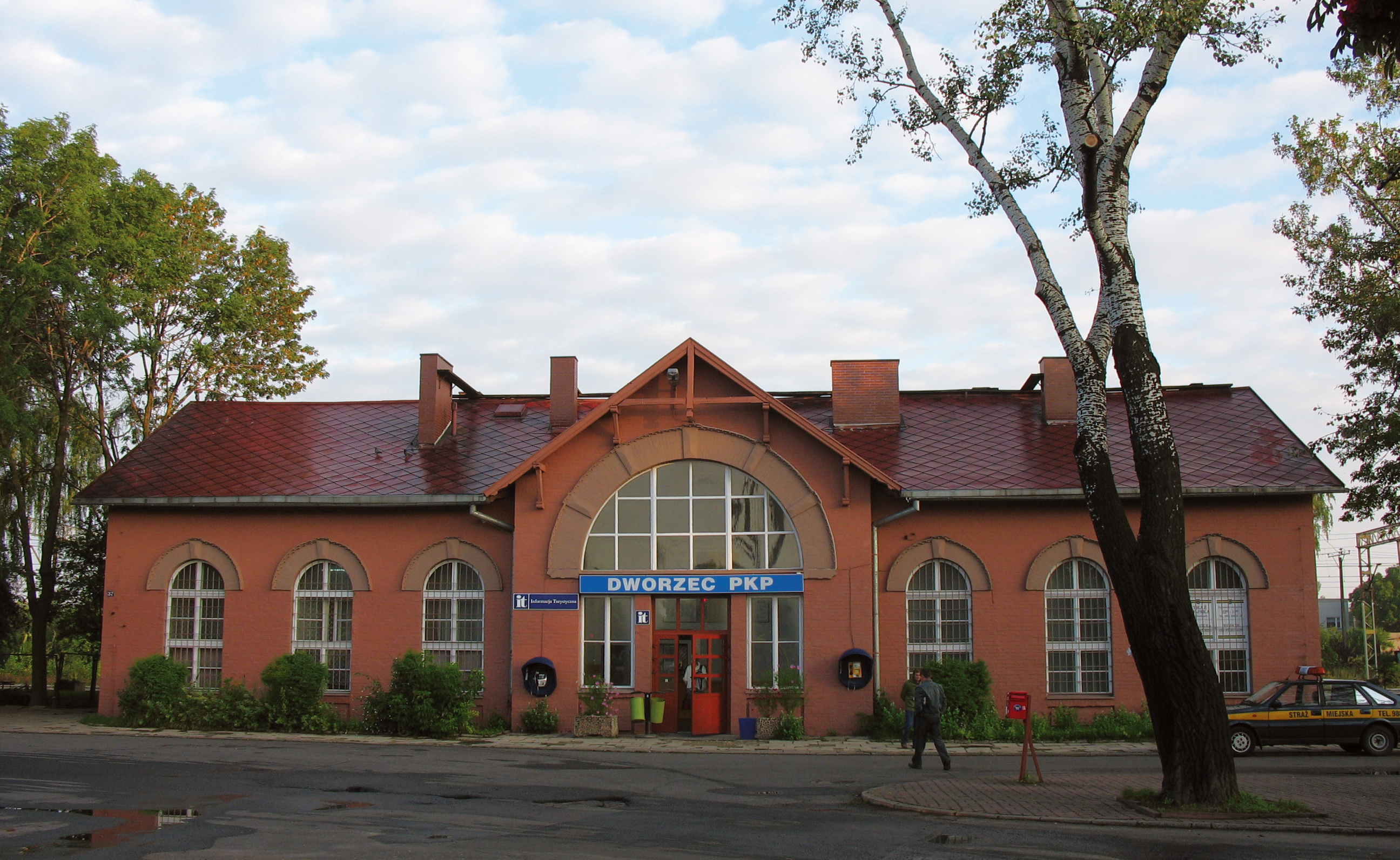